# Escudo de Sudán del Sur
El escudo nacional de la República de Sudán del Sur fue adoptado en julio de 2011 tras la independencia de la República del Sudán. Antes de la independencia, Sudán del Sur era una región autónoma de Sudán.
El diseño del escudo fue aprobado por el gabinete del gobierno autónomo de Sudán del Sur en abril de 2011 habiendo sido previamente aprobado por la Asamblea Legislativa de Sudán del Sur en mayo de 2011.
El diseño consiste en un águila pescadora africana de pie frente a un escudo y una lanza. El águila es representada mirando hacia su hombro izquierdo con las alas extendidas y mantiene en sus garras un cojinete de desplazamiento con el nombre del estado en inglés: REPUBLIC OF SOUTH SUDAN (República de Sudán del Sur) y, encima, el lema nacional, también en inglés: JUSTICE, LIBERTY, PROSPERITY (Justicia, Libertad, Prosperidad). El águila significa fuerza, resistencia y visión con el escudo y las lanzas representando la protección del nuevo Estado.

## Historia

### Pre-Independencia
Antes de la independencia, Sudán del Sur era parte del Imperio Otomano, el Sudán Anglo-Egipcio, el Enclave Belga del Lado y luego una región autónoma de Sudán.

Sello del Sudán Turco-Egipcio (1820-1885)
Escudo de armas del Enclave de Lado (1894-1910)
Emblema del Sudán Anglo-Egipcio (1941-1952)
Emblema nacional de la República del Sudán de 1956 a 1970
Emblema de la República Democrática del Sudán entre 1970 y 1985
Emblema de la República del Sudán entre 1985 y 2011

### Región Autónoma del Sudán del Sur (2005–2011)
Sudán del Sur se estableció como región autónoma del Sudán en 2005. El gobierno autónomo de la región usó un sello que correspondía al escudo de Sudán surmontado por las leyendas Government of Southern Sudan ("Gobierno del Sudán del Sur") y GOSS. El elemento central del escudo era un pájaro secretario que lleva una cota de malla del tiempo de Muhammad ibn Abdalla (1844-1885) quien gobernó Sudán y se autoproclamó Mahdi en 1881. En el escudo había dos cintas situadas en la parte superior e inferior del escudo. La cinta superior contenía el lema nacional "Al-masr lina" ("La victoria es nuestra") y la inferior mostraba la denominación oficial del país: Al-Jamhuriya as-Sudaniya (República del Sudán).
Otro emblema utilizado por algunas agencias y oficinas del Gobierno autónomo de Sudán del Sur fue un escudo similar a las armas de la mancomunidad de estados vecinos como Kenia y Uganda. Lo representa un escudo tradicional africano con el diseño de la bandera de Sudán del Sur, atravesado por lanzas. El escudo era sujetado por dos tenantes: a la izquierda, un picozapato y a la derecha, un rinoceronte. El compartimiento representa los cultivos locales y las aguas del río Nilo que guardan relación con el lema "Justice, Equality, Dignity" ("Justicia, Igualdad, Dignidad").

Sello del Gobierno de Sudán del Sur (2005-2011)
Escudo de armas no oficial (2005-2011)
Sello usado en documentos oficiales.